# Tour de Suisse 2001
La 65e édition du Tour de Suisse a lieu du 19 juin au 28 juin 2001. La course se déroule sur un format de dix étapes (un prologue et neuf étapes), au départ de Rust dans le Bade-Wurtemberg en Allemagne.

## Présentation

### Équipes
17 équipes participent à ce Tour de Suisse. On retrouve treize équipes de 1re division et quatre équipes de deuxième division :
| Groupes sportifs I (13)- Lampre-Daikin - Rabobank - Fassa Bortolo - Mapei-Quick Step - Domo-Farm Frites-Latexco - Cofidis-Le Crédit par Téléphone - Deutsche Telekom - Liquigas-Pata - US Postal Service - Tacconi Sport-Vini Caldirola - Saeco - CSC-World Online - Coast-Buffalo Groupes sportifs II (4)- La Française des jeux - Gerolsteiner - Phonak Hearing Systems - Post Swiss |
| |

## Étapes
| Étape     | Date    | Villes étapes                 | type                        | Distance (km) | Vainqueur d'étape    | Leader du classement général |
| --------- | ------- | ----------------------------- | --------------------------- | ------------- | -------------------- | ---------------------------- |
| Prologue  | 19 juin | Rust – Rust                   | contre-la-montre individuel | 7,9           | Lance Armstrong      | Lance Armstrong              |
| 1re étape | 20 juin | Rust – Bâle                   | étape de plaine             | 178,8         | Erik Zabel           | Lance Armstrong              |
| 2e étape  | 21 juin | Reinach – Baar                | étape de plaine             | 162,7         | Gianluca Bortolami   | Gianluca Bortolami           |
| 3e étape  | 22 juin | Baar – Wildhaus               | étape vallonnée             | 144           | Alexandre Vinokourov | Gianluca Bortolami           |
| 4e étape  | 23 juin | Widnau – col du Saint-Gothard | étape de montagne           | 220,6         | Dimitri Konyshev     | Wladimir Belli               |
| 5e étape  | 24 juin | Mendrisio – Mendrisio         | étape vallonnée             | 174,5         | Sergueï Ivanov       | Wladimir Belli               |
| 6e étape  | 25 juin | Locarno – Naters              | étape vallonnée             | 156,6         | Stefano Garzelli     | Wladimir Belli               |
| 7e étape  | 26 juin | Sion – Crans Montana          | contre-la-montre individuel | 25,1          | Lance Armstrong      | Lance Armstrong              |
| 8e étape  | 27 juin | Sion – Lausanne               | étape de plaine             | 166,8         | Erik Zabel           | Lance Armstrong              |
| 9e étape  | 28 juin | Lausanne – Lausanne           | étape de plaine             | 175,9         | Oscar Camenzind      | Lance Armstrong              |

## Classement par étapes

### Prologue
Le prologue de cette édition est tracé dans la ville de Rust en Allemagne sur une distance de 7.9 kilomètres autour du parc d'attraction Europa-Park sur un parcours plat mais comportant de nombreux virages.
Le premier temps de référence est réalisé par le Belge Marc Wauters (Rabobank) en 9 minutes et 54 secondes. Il est ensuite battu notamment par plusieurs membres de l'équipe US Postal Service) dont les Américains George Hincapie et Tyler Hamilton, ce dernier réalisant un nouveau temps de référence quatre secondes plus vite. Il est ensuite battu par le Français Laurent Jalabert (CSC-World Online) qui termine 13 centièmes de secondes plus vite. Dans les derniers à s'élancer, c'est au final Lance Armstrong qui accomplit le meilleur temps, cinq secondes plus vite que ces deux dauphins, lui permettant de remporter cette étape.
Le classement général reprend le classement de l'étape du jour, Armstrong devançant donc Jalabert et Hamilton de cinq secondes.
| \| Classement de l'étape \| Classement de l'étape \| Classement de l'étape \| Classement de l'étape \| Classement de l'étape \| \| Coureur \| Coureur \| Pays \| Équipe \| Temps \| \| --------------------- \| --------------------- \| --------------------- \| ------------------------ \| --------------------- \| \| 1er \| Lance Armstrong \| États-Unis \| US Postal Service \| DQ \| \| 2e \| Laurent Jalabert \| France \| CSC-World Online \| + 5 s \| \| 3e \| Tyler Hamilton \| États-Unis \| US Postal Service \| + 5 s \| \| 4e \| Viatcheslav Ekimov \| Russie \| US Postal Service \| + 5 s \| \| 5e \| Beat Zberg \| Suisse \| Rabobank \| + 7 s \| \| 6e \| Servais Knaven \| Pays-Bas \| Domo-Farm Frites-Latexco \| + 7 s \| \| 7e \| George Hincapie \| États-Unis \| US Postal Service \| + 9 s \| \| 8e \| Grischa Niermann \| Allemagne \| Rabobank \| + 9 s \| \| 9e \| Marc Wauters \| Belgique \| Rabobank \| + 9 s \| \| 10e \| Nicolas Jalabert \| France \| CSC-World Online \| + 9 s \| |                    |            |                          |       |
| |                    |            |                          |       |
| |                    |            |                          |       |
| Classement de l'étape |                    |            |                          |       |
| Coureur | Coureur            | Pays       | Équipe                   | Temps |
| 1er | Lance Armstrong    | États-Unis | US Postal Service        | DQ    |
| 2e | Laurent Jalabert   | France     | CSC-World Online         | + 5 s |
| 3e | Tyler Hamilton     | États-Unis | US Postal Service        | + 5 s |
| 4e | Viatcheslav Ekimov | Russie     | US Postal Service        | + 5 s |
| 5e | Beat Zberg         | Suisse     | Rabobank                 | + 7 s |
| 6e | Servais Knaven     | Pays-Bas   | Domo-Farm Frites-Latexco | + 7 s |
| 7e | George Hincapie    | États-Unis | US Postal Service        | + 9 s |
| 8e | Grischa Niermann   | Allemagne  | Rabobank                 | + 9 s |
| 9e | Marc Wauters       | Belgique   | Rabobank                 | + 9 s |
| 10e | Nicolas Jalabert   | France     | CSC-World Online         | + 9 s |

| \| Classement général \| Classement général \| Classement général \| Classement général \| Classement général \| \| Coureur \| Coureur \| Pays \| Équipe \| Temps \| \| ------------------ \| ------------------ \| ------------------ \| ------------------------ \| ------------------ \| \| 1er \| Lance Armstrong \| États-Unis \| US Postal Service \| DQ \| \| 2e \| Laurent Jalabert \| France \| CSC-World Online \| + 5 s \| \| 3e \| Tyler Hamilton \| États-Unis \| US Postal Service \| + 5 s \| \| 4e \| Viatcheslav Ekimov \| Russie \| US Postal Service \| + 5 s \| \| 5e \| Beat Zberg \| Suisse \| Rabobank \| + 7 s \| \| 6e \| Servais Knaven \| Pays-Bas \| Domo-Farm Frites-Latexco \| + 7 s \| \| 7e \| George Hincapie \| États-Unis \| US Postal Service \| + 9 s \| \| 8e \| Grischa Niermann \| Allemagne \| Rabobank \| + 9 s \| \| 9e \| Marc Wauters \| Belgique \| Rabobank \| + 9 s \| \| 10e \| Nicolas Jalabert \| France \| CSC-World Online \| + 9 s \| |                    |            |                          |       |
| |                    |            |                          |       |
| |                    |            |                          |       |
| Classement général |                    |            |                          |       |
| Coureur | Coureur            | Pays       | Équipe                   | Temps |
| 1er | Lance Armstrong    | États-Unis | US Postal Service        | DQ    |
| 2e | Laurent Jalabert   | France     | CSC-World Online         | + 5 s |
| 3e | Tyler Hamilton     | États-Unis | US Postal Service        | + 5 s |
| 4e | Viatcheslav Ekimov | Russie     | US Postal Service        | + 5 s |
| 5e | Beat Zberg         | Suisse     | Rabobank                 | + 7 s |
| 6e | Servais Knaven     | Pays-Bas   | Domo-Farm Frites-Latexco | + 7 s |
| 7e | George Hincapie    | États-Unis | US Postal Service        | + 9 s |
| 8e | Grischa Niermann   | Allemagne  | Rabobank                 | + 9 s |
| 9e | Marc Wauters       | Belgique   | Rabobank                 | + 9 s |
| 10e | Nicolas Jalabert   | France     | CSC-World Online         | + 9 s |

### 1reétape
La première étape en ligne de cette édition est tracée entre la ville de Rust en Allemagne et Bâle pour un retour en Suisse. Le parcours est long de 178 kilomètres et comporte deux trous de 16.6 kilomètres tracés autour de la ville de Bâle. Le circuit final comporte la seule côte répertoriée de l'étape, le Bruderholz.
Dans la première partie de l'étape, un groupe de 13 coureurs se forment mais est repris, et c'est au kilomètre 70 que le Suisse Lukas Zumsteg (Phonak) et l'Australien Jason Phillips (Team Coast-Buffalo) s'échappent de manière significative. Ils possèdent jusque 7 minutes d'avance mais le peloton revient au fur et à mesure sous l'impulsion des équipes Deutsche Telekom, US Postal Service et Domo-Farm Frites-Latexco. Philipps est repris à l'entrée du premier tour de circuit, Zumsteg prolonge, passe les deux grimpeurs en tête mais est repris à six kilomètres de l'arrivée. L'étape se joue au sprint et c'est l'Allemand Erik Zabel (Deutsche Telekom) qui s'impose devant l'Italien Paolo Bettini (Mapei-Quick Step) et le Lituanien Saulius Ruškys (Gerolsteiner).
Peu de changement au classement général, le Néerlandais Servais Knaven (Domo-Farm Frites-Latexco) profite des quatre secondes de bonifications prises au cours de l'étape pour se rapprocher à la seconde place du classement général, alors que Lance Armstrong (US Postal Service) conserve son maillot jaune de leader.
| \| Classement de l'étape \| Classement de l'étape \| Classement de l'étape \| Classement de l'étape \| Classement de l'étape \| \| Coureur \| Coureur \| Pays \| Équipe \| Temps \| \| --------------------- \| --------------------- \| --------------------- \| ------------------------------- \| --------------------- \| \| 1er \| Erik Zabel \| Allemagne \| Deutsche Telekom \| 4 h 26 min 49 s \| \| 2e \| Paolo Bettini \| Italie \| Mapei-Quick Step \| + 0 s \| \| 3e \| Saulius Ruškys \| Lituanie \| Gerolsteiner \| + 0 s \| \| 4e \| Robert Hunter \| Afrique du Sud \| Lampre-Daikin \| + 0 s \| \| 5e \| Janek Tombak \| Estonie \| Cofidis-Le Crédit par Téléphone \| + 0 s \| \| 6e \| Robert Sassone \| France \| Cofidis-Le Crédit par Téléphone \| + 0 s \| \| 7e \| Peter Wrolich \| Autriche \| Gerolsteiner \| + 0 s \| \| 8e \| Jean-Patrick Nazon \| France \| La Française des jeux \| + 0 s \| \| 9e \| Arvis Piziks \| Lettonie \| CSC-World Online \| + 0 s \| \| 10e \| René Haselbacher \| Autriche \| Gerolsteiner \| + 0 s \| |                    |                |                                 |                 |
| |                    |                |                                 |                 |
| |                    |                |                                 |                 |
| Classement de l'étape |                    |                |                                 |                 |
| Coureur | Coureur            | Pays           | Équipe                          | Temps           |
| 1er | Erik Zabel         | Allemagne      | Deutsche Telekom                | 4 h 26 min 49 s |
| 2e | Paolo Bettini      | Italie         | Mapei-Quick Step                | + 0 s           |
| 3e | Saulius Ruškys     | Lituanie       | Gerolsteiner                    | + 0 s           |
| 4e | Robert Hunter      | Afrique du Sud | Lampre-Daikin                   | + 0 s           |
| 5e | Janek Tombak       | Estonie        | Cofidis-Le Crédit par Téléphone | + 0 s           |
| 6e | Robert Sassone     | France         | Cofidis-Le Crédit par Téléphone | + 0 s           |
| 7e | Peter Wrolich      | Autriche       | Gerolsteiner                    | + 0 s           |
| 8e | Jean-Patrick Nazon | France         | La Française des jeux           | + 0 s           |
| 9e | Arvis Piziks       | Lettonie       | CSC-World Online                | + 0 s           |
| 10e | René Haselbacher   | Autriche       | Gerolsteiner                    | + 0 s           |

| \| Classement général \| Classement général \| Classement général \| Classement général \| Classement général \| \| Coureur \| Coureur \| Pays \| Équipe \| Temps \| \| ------------------ \| ------------------ \| ------------------ \| ------------------------ \| ------------------ \| \| 1er \| Lance Armstrong \| États-Unis \| US Postal Service \| 4 h 36 min 33 s \| \| 2e \| Servais Knaven \| Pays-Bas \| Domo-Farm Frites-Latexco \| + 3 s \| \| 3e \| Laurent Jalabert \| France \| CSC-World Online \| + 5 s \| \| 4e \| Tyler Hamilton \| États-Unis \| US Postal Service \| + 5 s \| \| 5e \| Viatcheslav Ekimov \| Russie \| US Postal Service \| + 5 s \| \| 6e \| Beat Zberg \| Suisse \| Rabobank \| + 6 s \| \| 7e \| George Hincapie \| États-Unis \| US Postal Service \| + 9 s \| \| 8e \| Grischa Niermann \| Allemagne \| Rabobank \| + 9 s \| \| 9e \| Marc Wauters \| Belgique \| Rabobank \| + 9 s \| \| 10e \| Nicolas Jalabert \| France \| CSC-World Online \| + 10 s \| |                    |            |                          |                 |
| |                    |            |                          |                 |
| |                    |            |                          |                 |
| Classement général |                    |            |                          |                 |
| Coureur | Coureur            | Pays       | Équipe                   | Temps           |
| 1er | Lance Armstrong    | États-Unis | US Postal Service        | 4 h 36 min 33 s |
| 2e | Servais Knaven     | Pays-Bas   | Domo-Farm Frites-Latexco | + 3 s           |
| 3e | Laurent Jalabert   | France     | CSC-World Online         | + 5 s           |
| 4e | Tyler Hamilton     | États-Unis | US Postal Service        | + 5 s           |
| 5e | Viatcheslav Ekimov | Russie     | US Postal Service        | + 5 s           |
| 6e | Beat Zberg         | Suisse     | Rabobank                 | + 6 s           |
| 7e | George Hincapie    | États-Unis | US Postal Service        | + 9 s           |
| 8e | Grischa Niermann   | Allemagne  | Rabobank                 | + 9 s           |
| 9e | Marc Wauters       | Belgique   | Rabobank                 | + 9 s           |
| 10e | Nicolas Jalabert   | France     | CSC-World Online         | + 10 s          |

### 2eétape
| \| Classement de l'étape \| Classement de l'étape \| Classement de l'étape \| Classement de l'étape \| Classement de l'étape \| \| Coureur \| Coureur \| Pays \| Équipe \| Temps \| \| --------------------- \| --------------------- \| --------------------- \| ------------------------------- \| --------------------- \| \| 1er \| Gianluca Bortolami \| Italie \| Tacconi Sport-Vini Caldirola \| 3 h 46 min 29 s \| \| 2e \| Peter Wrolich \| Autriche \| Gerolsteiner \| + 0 s \| \| 3e \| Robbie McEwen \| Australie \| Domo-Farm Frites-Latexco \| + 2 min 53 s \| \| 4e \| Janek Tombak \| Estonie \| Cofidis-Le Crédit par Téléphone \| + 2 min 53 s \| \| 5e \| Saulius Ruškys \| Lituanie \| Gerolsteiner \| + 2 min 53 s \| \| 6e \| Robert Hunter \| Afrique du Sud \| Lampre-Daikin \| + 2 min 53 s \| \| 7e \| Erik Zabel \| Allemagne \| Deutsche Telekom \| + 2 min 53 s \| \| 8e \| Jean-Patrick Nazon \| France \| La Française des jeux \| + 2 min 53 s \| \| 9e \| Giancarlo Raimondi \| Italie \| Liquigas-Pata \| + 2 min 53 s \| \| 10e \| Emmanuel Magnien \| France \| La Française des jeux \| + 2 min 53 s \| |                    |                |                                 |                 |
| |                    |                |                                 |                 |
| |                    |                |                                 |                 |
| Classement de l'étape |                    |                |                                 |                 |
| Coureur | Coureur            | Pays           | Équipe                          | Temps           |
| 1er | Gianluca Bortolami | Italie         | Tacconi Sport-Vini Caldirola    | 3 h 46 min 29 s |
| 2e | Peter Wrolich      | Autriche       | Gerolsteiner                    | + 0 s           |
| 3e | Robbie McEwen      | Australie      | Domo-Farm Frites-Latexco        | + 2 min 53 s    |
| 4e | Janek Tombak       | Estonie        | Cofidis-Le Crédit par Téléphone | + 2 min 53 s    |
| 5e | Saulius Ruškys     | Lituanie       | Gerolsteiner                    | + 2 min 53 s    |
| 6e | Robert Hunter      | Afrique du Sud | Lampre-Daikin                   | + 2 min 53 s    |
| 7e | Erik Zabel         | Allemagne      | Deutsche Telekom                | + 2 min 53 s    |
| 8e | Jean-Patrick Nazon | France         | La Française des jeux           | + 2 min 53 s    |
| 9e | Giancarlo Raimondi | Italie         | Liquigas-Pata                   | + 2 min 53 s    |
| 10e | Emmanuel Magnien   | France         | La Française des jeux           | + 2 min 53 s    |

| \| Classement général \| Classement général \| Classement général \| Classement général \| Classement général \| \| Coureur \| Coureur \| Pays \| Équipe \| Temps \| \| ------------------ \| ------------------ \| ------------------ \| ---------------------------- \| ------------------ \| \| 1er \| Gianluca Bortolami \| Italie \| Tacconi Sport-Vini Caldirola \| 8 h 23 min 20 s \| \| 2e \| Peter Wrolich \| Autriche \| Gerolsteiner \| + 6 s \| \| 3e \| Lance Armstrong \| États-Unis \| US Postal Service \| DQ \| \| 4e \| Servais Knaven \| Pays-Bas \| Domo-Farm Frites-Latexco \| + 2 min 38 s \| \| 5e \| Laurent Jalabert \| France \| CSC-World Online \| + 2 min 40 s \| \| 6e \| Tyler Hamilton \| États-Unis \| US Postal Service \| + 2 min 40 s \| \| 7e \| Viatcheslav Ekimov \| Russie \| US Postal Service \| + 2 min 40 s \| \| 8e \| Beat Zberg \| Suisse \| Rabobank \| + 2 min 41 s \| \| 9e \| George Hincapie \| États-Unis \| US Postal Service \| + 2 min 44 s \| \| 10e \| Grischa Niermann \| Allemagne \| Rabobank \| + 2 min 44 s \| |                    |            |                              |                 |
| |                    |            |                              |                 |
| |                    |            |                              |                 |
| Classement général |                    |            |                              |                 |
| Coureur | Coureur            | Pays       | Équipe                       | Temps           |
| 1er | Gianluca Bortolami | Italie     | Tacconi Sport-Vini Caldirola | 8 h 23 min 20 s |
| 2e | Peter Wrolich      | Autriche   | Gerolsteiner                 | + 6 s           |
| 3e | Lance Armstrong    | États-Unis | US Postal Service            | DQ              |
| 4e | Servais Knaven     | Pays-Bas   | Domo-Farm Frites-Latexco     | + 2 min 38 s    |
| 5e | Laurent Jalabert   | France     | CSC-World Online             | + 2 min 40 s    |
| 6e | Tyler Hamilton     | États-Unis | US Postal Service            | + 2 min 40 s    |
| 7e | Viatcheslav Ekimov | Russie     | US Postal Service            | + 2 min 40 s    |
| 8e | Beat Zberg         | Suisse     | Rabobank                     | + 2 min 41 s    |
| 9e | George Hincapie    | États-Unis | US Postal Service            | + 2 min 44 s    |
| 10e | Grischa Niermann   | Allemagne  | Rabobank                     | + 2 min 44 s    |

### 3eétape
| \| Classement de l'étape \| Classement de l'étape \| Classement de l'étape \| Classement de l'étape \| Classement de l'étape \| \| Coureur \| Coureur \| Pays \| Équipe \| Temps \| \| --------------------- \| --------------------- \| --------------------- \| ------------------------------- \| --------------------- \| \| 1er \| Alexandre Vinokourov \| Kazakhstan \| Deutsche Telekom \| 3 h 39 min 15 s \| \| 2e \| Gilberto Simoni \| Italie \| Lampre-Daikin \| + 9 s \| \| 3e \| Laurent Jalabert \| France \| CSC-World Online \| + 9 s \| \| 4e \| Oscar Camenzind \| Suisse \| Lampre-Daikin \| + 12 s \| \| 5e \| Davide Rebellin \| Italie \| Liquigas-Pata \| + 12 s \| \| 6e \| Stefano Garzelli \| Italie \| Mapei-Quick Step \| + 12 s \| \| 7e \| Juan Manuel Gárate \| Espagne \| Lampre-Daikin \| + 12 s \| \| 8e \| Wladimir Belli \| Italie \| Fassa Bortolo \| + 12 s \| \| 9e \| Íñigo Cuesta \| Espagne \| Cofidis-Le Crédit par Téléphone \| + 12 s \| \| 10e \| Manuel Beltrán \| Espagne \| Mapei-Quick Step \| + 12 s \| |                      |            |                                 |                 |
| |                      |            |                                 |                 |
| |                      |            |                                 |                 |
| Classement de l'étape |                      |            |                                 |                 |
| Coureur | Coureur              | Pays       | Équipe                          | Temps           |
| 1er | Alexandre Vinokourov | Kazakhstan | Deutsche Telekom                | 3 h 39 min 15 s |
| 2e | Gilberto Simoni      | Italie     | Lampre-Daikin                   | + 9 s           |
| 3e | Laurent Jalabert     | France     | CSC-World Online                | + 9 s           |
| 4e | Oscar Camenzind      | Suisse     | Lampre-Daikin                   | + 12 s          |
| 5e | Davide Rebellin      | Italie     | Liquigas-Pata                   | + 12 s          |
| 6e | Stefano Garzelli     | Italie     | Mapei-Quick Step                | + 12 s          |
| 7e | Juan Manuel Gárate   | Espagne    | Lampre-Daikin                   | + 12 s          |
| 8e | Wladimir Belli       | Italie     | Fassa Bortolo                   | + 12 s          |
| 9e | Íñigo Cuesta         | Espagne    | Cofidis-Le Crédit par Téléphone | + 12 s          |
| 10e | Manuel Beltrán       | Espagne    | Mapei-Quick Step                | + 12 s          |

| \| Classement général \| Classement général \| Classement général \| Classement général \| Classement général \| \| Coureur \| Coureur \| Pays \| Équipe \| Temps \| \| ------------------ \| -------------------- \| ------------------ \| ------------------------------- \| ------------------ \| \| 1er \| Gianluca Bortolami \| Italie \| Tacconi Sport-Vini Caldirola \| 12 h 04 min 56 s \| \| 2e \| Alexandre Vinokourov \| Kazakhstan \| Deutsche Telekom \| + 14 s \| \| 3e \| Peter Wrolich \| Autriche \| Gerolsteiner \| + 15 s \| \| 4e \| Laurent Jalabert \| France \| CSC-World Online \| + 24 s \| \| 5e \| Lance Armstrong \| États-Unis \| US Postal Service \| DQ \| \| 6e \| Beat Zberg \| Suisse \| Rabobank \| + 32 s \| \| 7e \| Tyler Hamilton \| États-Unis \| US Postal Service \| + 35 s \| \| 8e \| Daniel Schnider \| Suisse \| La Française des jeux \| + 36 s \| \| 9e \| Íñigo Cuesta \| Espagne \| Cofidis-Le Crédit par Téléphone \| + 37 s \| \| 10e \| Stefano Garzelli \| Italie \| Mapei-Quick Step \| + 38 s \| |                      |            |                                 |                  |
| |                      |            |                                 |                  |
| |                      |            |                                 |                  |
| Classement général |                      |            |                                 |                  |
| Coureur | Coureur              | Pays       | Équipe                          | Temps            |
| 1er | Gianluca Bortolami   | Italie     | Tacconi Sport-Vini Caldirola    | 12 h 04 min 56 s |
| 2e | Alexandre Vinokourov | Kazakhstan | Deutsche Telekom                | + 14 s           |
| 3e | Peter Wrolich        | Autriche   | Gerolsteiner                    | + 15 s           |
| 4e | Laurent Jalabert     | France     | CSC-World Online                | + 24 s           |
| 5e | Lance Armstrong      | États-Unis | US Postal Service               | DQ               |
| 6e | Beat Zberg           | Suisse     | Rabobank                        | + 32 s           |
| 7e | Tyler Hamilton       | États-Unis | US Postal Service               | + 35 s           |
| 8e | Daniel Schnider      | Suisse     | La Française des jeux           | + 36 s           |
| 9e | Íñigo Cuesta         | Espagne    | Cofidis-Le Crédit par Téléphone | + 37 s           |
| 10e | Stefano Garzelli     | Italie     | Mapei-Quick Step                | + 38 s           |

### 4eétape
| \| Classement de l'étape \| Classement de l'étape \| Classement de l'étape \| Classement de l'étape \| Classement de l'étape \| \| Coureur \| Coureur \| Pays \| Équipe \| Temps \| \| --------------------- \| --------------------- \| --------------------- \| --------------------- \| --------------------- \| \| 1er \| Dimitri Konyshev \| Russie \| Fassa Bortolo \| 5 h 56 min 08 s \| \| 2e \| Gilberto Simoni \| Italie \| Lampre-Daikin \| + 1 min 57 s \| \| 3e \| Wladimir Belli \| Italie \| Fassa Bortolo \| + 1 min 57 s \| \| 4e \| Manuel Beltrán \| Espagne \| Mapei-Quick Step \| + 1 min 57 s \| \| 5e \| Juan Manuel Gárate \| Espagne \| Lampre-Daikin \| + 2 min 22 s \| \| 6e \| Beat Zberg \| Suisse \| Rabobank \| + 2 min 34 s \| \| 7e \| Lance Armstrong \| États-Unis \| US Postal Service \| + 2 min 34 s \| \| 8e \| Laurent Jalabert \| France \| CSC-World Online \| + 3 min 39 s \| \| 9e \| Daniel Schnider \| Suisse \| La Française des jeux \| + 3 min 41 s \| \| 10e \| Georg Totschnig \| Autriche \| Gerolsteiner \| + 3 min 41 s \| |                    |            |                       |                 |
| |                    |            |                       |                 |
| |                    |            |                       |                 |
| Classement de l'étape |                    |            |                       |                 |
| Coureur | Coureur            | Pays       | Équipe                | Temps           |
| 1er | Dimitri Konyshev   | Russie     | Fassa Bortolo         | 5 h 56 min 08 s |
| 2e | Gilberto Simoni    | Italie     | Lampre-Daikin         | + 1 min 57 s    |
| 3e | Wladimir Belli     | Italie     | Fassa Bortolo         | + 1 min 57 s    |
| 4e | Manuel Beltrán     | Espagne    | Mapei-Quick Step      | + 1 min 57 s    |
| 5e | Juan Manuel Gárate | Espagne    | Lampre-Daikin         | + 2 min 22 s    |
| 6e | Beat Zberg         | Suisse     | Rabobank              | + 2 min 34 s    |
| 7e | Lance Armstrong    | États-Unis | US Postal Service     | + 2 min 34 s    |
| 8e | Laurent Jalabert   | France     | CSC-World Online      | + 3 min 39 s    |
| 9e | Daniel Schnider    | Suisse     | La Française des jeux | + 3 min 41 s    |
| 10e | Georg Totschnig    | Autriche   | Gerolsteiner          | + 3 min 41 s    |

| \| Classement général \| Classement général \| Classement général \| Classement général \| Classement général \| \| Coureur \| Coureur \| Pays \| Équipe \| Temps \| \| ------------------ \| -------------------- \| ------------------ \| --------------------- \| ------------------ \| \| 1er \| Wladimir Belli \| Italie \| Fassa Bortolo \| 18 h 03 min 39 s \| \| 2e \| Gilberto Simoni \| Italie \| Lampre-Daikin \| + 1 s \| \| 3e \| Lance Armstrong \| États-Unis \| US Postal Service \| + 25 s \| \| 4e \| Manuel Beltrán \| Espagne \| Mapei-Quick Step \| + 30 s \| \| 5e \| Beat Zberg \| Suisse \| Rabobank \| + 31 s \| \| 6e \| Juan Manuel Gárate \| Espagne \| Lampre-Daikin \| + 39 s \| \| 7e \| Alexandre Vinokourov \| Kazakhstan \| Deutsche Telekom \| + 1 min 20 s \| \| 8e \| Laurent Jalabert \| France \| CSC-World Online \| + 1 min 28 s \| \| 9e \| Daniel Schnider \| Suisse \| La Française des jeux \| + 1 min 42 s \| \| 10e \| Georg Totschnig \| Autriche \| Gerolsteiner \| + 1 min 52 s \| |                      |            |                       |                  |
| |                      |            |                       |                  |
| |                      |            |                       |                  |
| Classement général |                      |            |                       |                  |
| Coureur | Coureur              | Pays       | Équipe                | Temps            |
| 1er | Wladimir Belli       | Italie     | Fassa Bortolo         | 18 h 03 min 39 s |
| 2e | Gilberto Simoni      | Italie     | Lampre-Daikin         | + 1 s            |
| 3e | Lance Armstrong      | États-Unis | US Postal Service     | + 25 s           |
| 4e | Manuel Beltrán       | Espagne    | Mapei-Quick Step      | + 30 s           |
| 5e | Beat Zberg           | Suisse     | Rabobank              | + 31 s           |
| 6e | Juan Manuel Gárate   | Espagne    | Lampre-Daikin         | + 39 s           |
| 7e | Alexandre Vinokourov | Kazakhstan | Deutsche Telekom      | + 1 min 20 s     |
| 8e | Laurent Jalabert     | France     | CSC-World Online      | + 1 min 28 s     |
| 9e | Daniel Schnider      | Suisse     | La Française des jeux | + 1 min 42 s     |
| 10e | Georg Totschnig      | Autriche   | Gerolsteiner          | + 1 min 52 s     |

### 5eétape
La 5e étape se déroule sous la forme d'un contre-la-montre individuel de trente kilomètres autour de la ville de Sierre dans le canton du Valais.
| \| Classement de l'étape \| Classement de l'étape \| Classement de l'étape \| Classement de l'étape \| Classement de l'étape \| \| Coureur \| Coureur \| Pays \| Équipe \| Temps \| \| --------------------- \| --------------------- \| --------------------- \| ---------------------------- \| --------------------- \| \| 1er \| Sergueï Ivanov \| Russie \| Fassa Bortolo \| 4 h 00 min 27 s \| \| 2e \| Alexandre Vinokourov \| Kazakhstan \| Deutsche Telekom \| + 0 s \| \| 3e \| Laurent Jalabert \| France \| CSC-World Online \| + 0 s \| \| 4e \| Alexandre Moos \| Suisse \| Phonak Hearing Systems \| + 0 s \| \| 5e \| Saulius Ruškys \| Lituanie \| Gerolsteiner \| + 5 s \| \| 6e \| Gian Matteo Fagnini \| Italie \| Deutsche Telekom \| + 5 s \| \| 7e \| Juan Manuel Gárate \| Espagne \| Lampre-Daikin \| + 5 s \| \| 8e \| Beat Zberg \| Suisse \| Rabobank \| + 5 s \| \| 9e \| Laurent Dufaux \| Suisse \| Saeco \| + 5 s \| \| 10e \| Massimo Donati \| Italie \| Tacconi Sport-Vini Caldirola \| + 5 s \| |                      |            |                              |                 |
| |                      |            |                              |                 |
| |                      |            |                              |                 |
| Classement de l'étape |                      |            |                              |                 |
| Coureur | Coureur              | Pays       | Équipe                       | Temps           |
| 1er | Sergueï Ivanov       | Russie     | Fassa Bortolo                | 4 h 00 min 27 s |
| 2e | Alexandre Vinokourov | Kazakhstan | Deutsche Telekom             | + 0 s           |
| 3e | Laurent Jalabert     | France     | CSC-World Online             | + 0 s           |
| 4e | Alexandre Moos       | Suisse     | Phonak Hearing Systems       | + 0 s           |
| 5e | Saulius Ruškys       | Lituanie   | Gerolsteiner                 | + 5 s           |
| 6e | Gian Matteo Fagnini  | Italie     | Deutsche Telekom             | + 5 s           |
| 7e | Juan Manuel Gárate   | Espagne    | Lampre-Daikin                | + 5 s           |
| 8e | Beat Zberg           | Suisse     | Rabobank                     | + 5 s           |
| 9e | Laurent Dufaux       | Suisse     | Saeco                        | + 5 s           |
| 10e | Massimo Donati       | Italie     | Tacconi Sport-Vini Caldirola | + 5 s           |

| \| Classement général \| Classement général \| Classement général \| Classement général \| Classement général \| \| Coureur \| Coureur \| Pays \| Équipe \| Temps \| \| ------------------ \| -------------------- \| ------------------ \| --------------------- \| ------------------ \| \| 1er \| Wladimir Belli \| Italie \| Fassa Bortolo \| 22 h 04 min 11 s \| \| 2e \| Gilberto Simoni \| Italie \| Lampre-Daikin \| + 1 s \| \| 3e \| Lance Armstrong \| États-Unis \| US Postal Service \| DQ \| \| 4e \| Manuel Beltrán \| Espagne \| Mapei-Quick Step \| + 30 s \| \| 5e \| Beat Zberg \| Suisse \| Rabobank \| + 31 s \| \| 6e \| Juan Manuel Gárate \| Espagne \| Lampre-Daikin \| + 39 s \| \| 7e \| Alexandre Vinokourov \| Kazakhstan \| Deutsche Telekom \| + 1 min 09 s \| \| 8e \| Laurent Jalabert \| France \| CSC-World Online \| + 1 min 19 s \| \| 9e \| Daniel Schnider \| Suisse \| La Française des jeux \| + 1 min 42 s \| \| 10e \| Georg Totschnig \| Autriche \| Gerolsteiner \| + 1 min 52 s \| |                      |            |                       |                  |
| |                      |            |                       |                  |
| |                      |            |                       |                  |
| Classement général |                      |            |                       |                  |
| Coureur | Coureur              | Pays       | Équipe                | Temps            |
| 1er | Wladimir Belli       | Italie     | Fassa Bortolo         | 22 h 04 min 11 s |
| 2e | Gilberto Simoni      | Italie     | Lampre-Daikin         | + 1 s            |
| 3e | Lance Armstrong      | États-Unis | US Postal Service     | DQ               |
| 4e | Manuel Beltrán       | Espagne    | Mapei-Quick Step      | + 30 s           |
| 5e | Beat Zberg           | Suisse     | Rabobank              | + 31 s           |
| 6e | Juan Manuel Gárate   | Espagne    | Lampre-Daikin         | + 39 s           |
| 7e | Alexandre Vinokourov | Kazakhstan | Deutsche Telekom      | + 1 min 09 s     |
| 8e | Laurent Jalabert     | France     | CSC-World Online      | + 1 min 19 s     |
| 9e | Daniel Schnider      | Suisse     | La Française des jeux | + 1 min 42 s     |
| 10e | Georg Totschnig      | Autriche   | Gerolsteiner          | + 1 min 52 s     |

### 6eétape
| \| Classement de l'étape \| Classement de l'étape \| Classement de l'étape \| Classement de l'étape \| Classement de l'étape \| \| Coureur \| Coureur \| Pays \| Équipe \| Temps \| \| --------------------- \| --------------------- \| --------------------- \| ------------------------------- \| --------------------- \| \| 1er \| Stefano Garzelli \| Italie \| Mapei-Quick Step \| 3 h 59 min 13 s \| \| 2e \| Michele Bartoli \| Italie \| Mapei-Quick Step \| + 4 min 23 s \| \| 3e \| Tomáš Konečný \| Tchéquie \| Domo-Farm Frites-Latexco \| + 7 min 28 s \| \| 4e \| George Hincapie \| États-Unis \| US Postal Service \| + 7 min 28 s \| \| 5e \| Paolo Bettini \| Italie \| Mapei-Quick Step \| + 7 min 28 s \| \| 6e \| Janek Tombak \| Estonie \| Cofidis-Le Crédit par Téléphone \| + 7 min 28 s \| \| 7e \| Beat Zberg \| Suisse \| Rabobank \| + 7 min 28 s \| \| 8e \| Markus Zberg \| Suisse \| Rabobank \| + 7 min 28 s \| \| 9e \| Alexandre Vinokourov \| Kazakhstan \| Deutsche Telekom \| + 7 min 28 s \| \| 10e \| Martin Elmiger \| Suisse \| Post Swiss Team \| + 7 min 28 s \| |                      |            |                                 |                 |
| |                      |            |                                 |                 |
| |                      |            |                                 |                 |
| Classement de l'étape |                      |            |                                 |                 |
| Coureur | Coureur              | Pays       | Équipe                          | Temps           |
| 1er | Stefano Garzelli     | Italie     | Mapei-Quick Step                | 3 h 59 min 13 s |
| 2e | Michele Bartoli      | Italie     | Mapei-Quick Step                | + 4 min 23 s    |
| 3e | Tomáš Konečný        | Tchéquie   | Domo-Farm Frites-Latexco        | + 7 min 28 s    |
| 4e | George Hincapie      | États-Unis | US Postal Service               | + 7 min 28 s    |
| 5e | Paolo Bettini        | Italie     | Mapei-Quick Step                | + 7 min 28 s    |
| 6e | Janek Tombak         | Estonie    | Cofidis-Le Crédit par Téléphone | + 7 min 28 s    |
| 7e | Beat Zberg           | Suisse     | Rabobank                        | + 7 min 28 s    |
| 8e | Markus Zberg         | Suisse     | Rabobank                        | + 7 min 28 s    |
| 9e | Alexandre Vinokourov | Kazakhstan | Deutsche Telekom                | + 7 min 28 s    |
| 10e | Martin Elmiger       | Suisse     | Post Swiss Team                 | + 7 min 28 s    |

| \| Classement général \| Classement général \| Classement général \| Classement général \| Classement général \| \| Coureur \| Coureur \| Pays \| Équipe \| Temps \| \| ------------------ \| -------------------- \| ------------------ \| --------------------- \| ------------------ \| \| 1er \| Wladimir Belli \| Italie \| Fassa Bortolo \| 26 h 10 min 52 s \| \| 2e \| Gilberto Simoni \| Italie \| Lampre-Daikin \| + 1 s \| \| 3e \| Lance Armstrong \| États-Unis \| US Postal Service \| + 25 s \| \| 4e \| Manuel Beltrán \| Espagne \| Mapei-Quick Step \| + 30 s \| \| 5e \| Beat Zberg \| Suisse \| Rabobank \| + 31 s \| \| 6e \| Juan Manuel Gárate \| Espagne \| Lampre-Daikin \| + 39 s \| \| 7e \| Alexandre Vinokourov \| Kazakhstan \| Deutsche Telekom \| + 1 min 09 s \| \| 8e \| Laurent Jalabert \| France \| CSC-World Online \| + 1 min 19 s \| \| 9e \| Daniel Schnider \| Suisse \| La Française des jeux \| + 1 min 42 s \| \| 10e \| Georg Totschnig \| Autriche \| Gerolsteiner \| + 1 min 50 s \| |                      |            |                       |                  |
| |                      |            |                       |                  |
| |                      |            |                       |                  |
| Classement général |                      |            |                       |                  |
| Coureur | Coureur              | Pays       | Équipe                | Temps            |
| 1er | Wladimir Belli       | Italie     | Fassa Bortolo         | 26 h 10 min 52 s |
| 2e | Gilberto Simoni      | Italie     | Lampre-Daikin         | + 1 s            |
| 3e | Lance Armstrong      | États-Unis | US Postal Service     | + 25 s           |
| 4e | Manuel Beltrán       | Espagne    | Mapei-Quick Step      | + 30 s           |
| 5e | Beat Zberg           | Suisse     | Rabobank              | + 31 s           |
| 6e | Juan Manuel Gárate   | Espagne    | Lampre-Daikin         | + 39 s           |
| 7e | Alexandre Vinokourov | Kazakhstan | Deutsche Telekom      | + 1 min 09 s     |
| 8e | Laurent Jalabert     | France     | CSC-World Online      | + 1 min 19 s     |
| 9e | Daniel Schnider      | Suisse     | La Française des jeux | + 1 min 42 s     |
| 10e | Georg Totschnig      | Autriche   | Gerolsteiner          | + 1 min 50 s     |

### 7eétape
| \| Classement de l'étape \| Classement de l'étape \| Classement de l'étape \| Classement de l'étape \| Classement de l'étape \| \| Coureur \| Coureur \| Pays \| Équipe \| Temps \| \| --------------------- \| --------------------- \| --------------------- \| ------------------------------- \| --------------------- \| \| 1er \| Lance Armstrong \| États-Unis \| US Postal Service \| 47 min 18 s \| \| 2e \| Gilberto Simoni \| Italie \| Lampre-Daikin \| + 1 min 25 s \| \| 3e \| Tyler Hamilton \| États-Unis \| US Postal Service \| + 1 min 26 s \| \| 4e \| Georg Totschnig \| Autriche \| Gerolsteiner \| + 1 min 33 s \| \| 5e \| Wladimir Belli \| Italie \| Fassa Bortolo \| + 1 min 58 s \| \| 6e \| Alexandre Vinokourov \| Kazakhstan \| Deutsche Telekom \| + 2 min 03 s \| \| 7e \| Daniel Atienza \| Espagne \| Cofidis-Le Crédit par Téléphone \| + 2 min 17 s \| \| 8e \| Stefano Garzelli \| Italie \| Mapei-Quick Step \| + 2 min 39 s \| \| 9e \| Beat Zberg \| Suisse \| Rabobank \| + 2 min 40 s \| \| 10e \| Steve Zampieri \| Suisse \| Post Swiss Team \| + 2 min 47 s \| |                      |            |                                 |              |
| |                      |            |                                 |              |
| |                      |            |                                 |              |
| Classement de l'étape |                      |            |                                 |              |
| Coureur | Coureur              | Pays       | Équipe                          | Temps        |
| 1er | Lance Armstrong      | États-Unis | US Postal Service               | 47 min 18 s  |
| 2e | Gilberto Simoni      | Italie     | Lampre-Daikin                   | + 1 min 25 s |
| 3e | Tyler Hamilton       | États-Unis | US Postal Service               | + 1 min 26 s |
| 4e | Georg Totschnig      | Autriche   | Gerolsteiner                    | + 1 min 33 s |
| 5e | Wladimir Belli       | Italie     | Fassa Bortolo                   | + 1 min 58 s |
| 6e | Alexandre Vinokourov | Kazakhstan | Deutsche Telekom                | + 2 min 03 s |
| 7e | Daniel Atienza       | Espagne    | Cofidis-Le Crédit par Téléphone | + 2 min 17 s |
| 8e | Stefano Garzelli     | Italie     | Mapei-Quick Step                | + 2 min 39 s |
| 9e | Beat Zberg           | Suisse     | Rabobank                        | + 2 min 40 s |
| 10e | Steve Zampieri       | Suisse     | Post Swiss Team                 | + 2 min 47 s |

| \| Classement général \| Classement général \| Classement général \| Classement général \| Classement général \| \| Coureur \| Coureur \| Pays \| Équipe \| Temps \| \| ------------------ \| -------------------- \| ------------------ \| --------------------- \| ------------------ \| \| 1er \| Lance Armstrong \| États-Unis \| US Postal Service \| DQ \| \| 2e \| Gilberto Simoni \| Italie \| Lampre-Daikin \| + 1 min 06 s \| \| 3e \| Wladimir Belli \| Italie \| Fassa Bortolo \| + 1 min 44 s \| \| 4e \| Beat Zberg \| Suisse \| Rabobank \| + 2 min 57 s \| \| 5e \| Alexandre Vinokourov \| Kazakhstan \| Deutsche Telekom \| + 2 min 58 s \| \| 6e \| Georg Totschnig \| Autriche \| Gerolsteiner \| + 3 min 08 s \| \| 7e \| Juan Manuel Gárate \| Espagne \| Lampre-Daikin \| + 3 min 40 s \| \| 8e \| Manuel Beltrán \| Espagne \| Mapei-Quick Step \| + 3 min 47 s \| \| 9e \| Laurent Jalabert \| France \| CSC-World Online \| + 3 min 56 s \| \| 10e \| Daniel Schnider \| Suisse \| La Française des jeux \| + 6 min 01 s \| |                      |            |                       |              |
| |                      |            |                       |              |
| |                      |            |                       |              |
| Classement général |                      |            |                       |              |
| Coureur | Coureur              | Pays       | Équipe                | Temps        |
| 1er | Lance Armstrong      | États-Unis | US Postal Service     | DQ           |
| 2e | Gilberto Simoni      | Italie     | Lampre-Daikin         | + 1 min 06 s |
| 3e | Wladimir Belli       | Italie     | Fassa Bortolo         | + 1 min 44 s |
| 4e | Beat Zberg           | Suisse     | Rabobank              | + 2 min 57 s |
| 5e | Alexandre Vinokourov | Kazakhstan | Deutsche Telekom      | + 2 min 58 s |
| 6e | Georg Totschnig      | Autriche   | Gerolsteiner          | + 3 min 08 s |
| 7e | Juan Manuel Gárate   | Espagne    | Lampre-Daikin         | + 3 min 40 s |
| 8e | Manuel Beltrán       | Espagne    | Mapei-Quick Step      | + 3 min 47 s |
| 9e | Laurent Jalabert     | France     | CSC-World Online      | + 3 min 56 s |
| 10e | Daniel Schnider      | Suisse     | La Française des jeux | + 6 min 01 s |

### 8eétape
| \| Classement de l'étape \| Classement de l'étape \| Classement de l'étape \| Classement de l'étape \| Classement de l'étape \| \| Coureur \| Coureur \| Pays \| Équipe \| Temps \| \| --------------------- \| --------------------- \| --------------------- \| ------------------------------- \| --------------------- \| \| 1er \| Erik Zabel \| Allemagne \| Deutsche Telekom \| 4 h 02 min 17 s \| \| 2e \| Saulius Ruškys \| Lituanie \| Gerolsteiner \| + 0 s \| \| 3e \| Robbie McEwen \| Australie \| Domo-Farm Frites-Latexco \| + 0 s \| \| 4e \| Robert Sassone \| France \| Cofidis-Le Crédit par Téléphone \| + 0 s \| \| 5e \| Gerrit Glomser \| Autriche \| Post Swiss Team \| + 0 s \| \| 6e \| Jean-Patrick Nazon \| France \| La Française des jeux \| + 0 s \| \| 7e \| Martin Elmiger \| Suisse \| Post Swiss Team \| + 0 s \| \| 8e \| Paolo Bettini \| Italie \| Mapei-Quick Step \| + 0 s \| \| 9e \| George Hincapie \| États-Unis \| US Postal Service \| + 0 s \| \| 10e \| René Haselbacher \| Autriche \| Gerolsteiner \| + 0 s \| |                    |            |                                 |                 |
| |                    |            |                                 |                 |
| |                    |            |                                 |                 |
| Classement de l'étape |                    |            |                                 |                 |
| Coureur | Coureur            | Pays       | Équipe                          | Temps           |
| 1er | Erik Zabel         | Allemagne  | Deutsche Telekom                | 4 h 02 min 17 s |
| 2e | Saulius Ruškys     | Lituanie   | Gerolsteiner                    | + 0 s           |
| 3e | Robbie McEwen      | Australie  | Domo-Farm Frites-Latexco        | + 0 s           |
| 4e | Robert Sassone     | France     | Cofidis-Le Crédit par Téléphone | + 0 s           |
| 5e | Gerrit Glomser     | Autriche   | Post Swiss Team                 | + 0 s           |
| 6e | Jean-Patrick Nazon | France     | La Française des jeux           | + 0 s           |
| 7e | Martin Elmiger     | Suisse     | Post Swiss Team                 | + 0 s           |
| 8e | Paolo Bettini      | Italie     | Mapei-Quick Step                | + 0 s           |
| 9e | George Hincapie    | États-Unis | US Postal Service               | + 0 s           |
| 10e | René Haselbacher   | Autriche   | Gerolsteiner                    | + 0 s           |

| \| Classement général \| Classement général \| Classement général \| Classement général \| Classement général \| \| Coureur \| Coureur \| Pays \| Équipe \| Temps \| \| ------------------ \| -------------------- \| ------------------ \| --------------------- \| ------------------ \| \| 1er \| Lance Armstrong \| États-Unis \| US Postal Service \| 31 h 00 min 52 s \| \| 2e \| Gilberto Simoni \| Italie \| Lampre-Daikin \| + 1 min 02 s \| \| 3e \| Wladimir Belli \| Italie \| Fassa Bortolo \| + 1 min 34 s \| \| 4e \| Beat Zberg \| Suisse \| Rabobank \| + 2 min 47 s \| \| 5e \| Alexandre Vinokourov \| Kazakhstan \| Deutsche Telekom \| + 2 min 48 s \| \| 6e \| Georg Totschnig \| Autriche \| Gerolsteiner \| + 2 min 58 s \| \| 7e \| Juan Manuel Gárate \| Espagne \| Lampre-Daikin \| + 3 min 30 s \| \| 8e \| Manuel Beltrán \| Espagne \| Mapei-Quick Step \| + 3 min 37 s \| \| 9e \| Laurent Jalabert \| France \| CSC-World Online \| + 3 min 46 s \| \| 10e \| Daniel Schnider \| Suisse \| La Française des jeux \| + 5 min 51 s \| |                      |            |                       |                  |
| |                      |            |                       |                  |
| |                      |            |                       |                  |
| Classement général |                      |            |                       |                  |
| Coureur | Coureur              | Pays       | Équipe                | Temps            |
| 1er | Lance Armstrong      | États-Unis | US Postal Service     | 31 h 00 min 52 s |
| 2e | Gilberto Simoni      | Italie     | Lampre-Daikin         | + 1 min 02 s     |
| 3e | Wladimir Belli       | Italie     | Fassa Bortolo         | + 1 min 34 s     |
| 4e | Beat Zberg           | Suisse     | Rabobank              | + 2 min 47 s     |
| 5e | Alexandre Vinokourov | Kazakhstan | Deutsche Telekom      | + 2 min 48 s     |
| 6e | Georg Totschnig      | Autriche   | Gerolsteiner          | + 2 min 58 s     |
| 7e | Juan Manuel Gárate   | Espagne    | Lampre-Daikin         | + 3 min 30 s     |
| 8e | Manuel Beltrán       | Espagne    | Mapei-Quick Step      | + 3 min 37 s     |
| 9e | Laurent Jalabert     | France     | CSC-World Online      | + 3 min 46 s     |
| 10e | Daniel Schnider      | Suisse     | La Française des jeux | + 5 min 51 s     |

### 9eétape
| \| Classement de l'étape \| Classement de l'étape \| Classement de l'étape \| Classement de l'étape \| Classement de l'étape \| \| Coureur \| Coureur \| Pays \| Équipe \| Temps \| \| --------------------- \| --------------------- \| --------------------- \| ------------------------ \| --------------------- \| \| 1er \| Oscar Camenzind \| Suisse \| Lampre-Daikin \| 3 h 56 min 18 s \| \| 2e \| Emmanuel Magnien \| France \| La Française des jeux \| + 0 s \| \| 3e \| Christian Poos \| Luxembourg \| Post Swiss Team \| + 0 s \| \| 4e \| Dimitri Konyshev \| Russie \| Fassa Bortolo \| + 0 s \| \| 5e \| Nicolas Jalabert \| France \| CSC-World Online \| + 0 s \| \| 6e \| Erik Zabel \| Allemagne \| Deutsche Telekom \| + 2 min 56 s \| \| 7e \| Saulius Ruškys \| Lituanie \| Gerolsteiner \| + 2 min 56 s \| \| 8e \| Robbie McEwen \| Australie \| Domo-Farm Frites-Latexco \| + 2 min 56 s \| \| 9e \| Gerrit Glomser \| Autriche \| Post Swiss Team \| + 2 min 56 s \| \| 10e \| Robert Hunter \| Afrique du Sud \| Lampre-Daikin \| + 2 min 56 s \| |                  |                |                          |                 |
| |                  |                |                          |                 |
| |                  |                |                          |                 |
| Classement de l'étape |                  |                |                          |                 |
| Coureur | Coureur          | Pays           | Équipe                   | Temps           |
| 1er | Oscar Camenzind  | Suisse         | Lampre-Daikin            | 3 h 56 min 18 s |
| 2e | Emmanuel Magnien | France         | La Française des jeux    | + 0 s           |
| 3e | Christian Poos   | Luxembourg     | Post Swiss Team          | + 0 s           |
| 4e | Dimitri Konyshev | Russie         | Fassa Bortolo            | + 0 s           |
| 5e | Nicolas Jalabert | France         | CSC-World Online         | + 0 s           |
| 6e | Erik Zabel       | Allemagne      | Deutsche Telekom         | + 2 min 56 s    |
| 7e | Saulius Ruškys   | Lituanie       | Gerolsteiner             | + 2 min 56 s    |
| 8e | Robbie McEwen    | Australie      | Domo-Farm Frites-Latexco | + 2 min 56 s    |
| 9e | Gerrit Glomser   | Autriche       | Post Swiss Team          | + 2 min 56 s    |
| 10e | Robert Hunter    | Afrique du Sud | Lampre-Daikin            | + 2 min 56 s    |

## Classements finals

### Classement général
| \| Classement général \| Classement général \| Classement général \| Classement général \| Classement général \| \| Coureur \| Coureur \| Pays \| Équipe \| Temps \| \| ------------------ \| -------------------- \| ------------------ \| --------------------- \| ------------------ \| \| 1er \| Lance Armstrong \| États-Unis \| US Postal Service \| DQ \| \| 2e \| Gilberto Simoni \| Italie \| Lampre-Daikin \| + 1 min 02 s \| \| 3e \| Wladimir Belli \| Italie \| Fassa Bortolo \| + 1 min 34 s \| \| 4e \| Beat Zberg \| Suisse \| Rabobank \| + 2 min 47 s \| \| 5e \| Alexandre Vinokourov \| Kazakhstan \| Deutsche Telekom \| + 2 min 48 s \| \| 6e \| Georg Totschnig \| Autriche \| Gerolsteiner \| + 2 min 58 s \| \| 7e \| Juan Manuel Gárate \| Espagne \| Lampre-Daikin \| + 3 min 30 s \| \| 8e \| Manuel Beltrán \| Espagne \| Mapei-Quick Step \| + 3 min 37 s \| \| 9e \| Laurent Jalabert \| France \| CSC-World Online \| + 3 min 48 s \| \| 10e \| Daniel Schnider \| Suisse \| La Française des jeux \| + 5 min 51 s \| |                      |            |                       |              |
| |                      |            |                       |              |
| |                      |            |                       |              |
| Classement général |                      |            |                       |              |
| Coureur | Coureur              | Pays       | Équipe                | Temps        |
| 1er | Lance Armstrong      | États-Unis | US Postal Service     | DQ           |
| 2e | Gilberto Simoni      | Italie     | Lampre-Daikin         | + 1 min 02 s |
| 3e | Wladimir Belli       | Italie     | Fassa Bortolo         | + 1 min 34 s |
| 4e | Beat Zberg           | Suisse     | Rabobank              | + 2 min 47 s |
| 5e | Alexandre Vinokourov | Kazakhstan | Deutsche Telekom      | + 2 min 48 s |
| 6e | Georg Totschnig      | Autriche   | Gerolsteiner          | + 2 min 58 s |
| 7e | Juan Manuel Gárate   | Espagne    | Lampre-Daikin         | + 3 min 30 s |
| 8e | Manuel Beltrán       | Espagne    | Mapei-Quick Step      | + 3 min 37 s |
| 9e | Laurent Jalabert     | France     | CSC-World Online      | + 3 min 48 s |
| 10e | Daniel Schnider      | Suisse     | La Française des jeux | + 5 min 51 s |

### Classements annexes
| Classement par points | Classement par points | Classement par points | Classement par points    | Classement par points |
| Coureur               | Coureur               | Pays                  | Équipe                   | Points                |
| --------------------- | --------------------- | --------------------- | ------------------------ | --------------------- |
| 1er                   | Erik Zabel            | Allemagne             | Deutsche Telekom         | 69 pts                |
| 2e                    | Saulius Ruškys        | Lituanie              | Gerolsteiner             | 67 pts                |
| 3e                    | Alexandre Vinokourov  | Kazakhstan            | Deutsche Telekom         | 56 pts                |
| 4e                    | Laurent Jalabert      | France                | CSC-World Online         | 49 pts                |
| 5e                    | Gilberto Simoni       | Italie                | Lampre-Daikin            | 44 pts                |
| 6e                    | Lance Armstrong       | États-Unis            | US Postal Service        | DQ                    |
| 7e                    | Robbie McEwen         | Australie             | Domo-Farm Frites-Latexco | 40 pts                |
| 8e                    | Oscar Camenzind       | Suisse                | Lampre-Daikin            | 38 pts                |
| 9e                    | Paolo Bettini         | Italie                | Mapei-Quick Step         | 35 pts                |
| 10e                   | Beat Zberg            | Suisse                | Rabobank                 | 33 pts                |

| Classement par points | Classement par points | Classement par points | Classement par points    | Classement par points |
| Coureur               | Coureur               | Pays                  | Équipe                   | Points                |
| --------------------- | --------------------- | --------------------- | ------------------------ | --------------------- |
| 1er                   | Erik Zabel            | Allemagne             | Deutsche Telekom         | 69 pts                |
| 2e                    | Saulius Ruškys        | Lituanie              | Gerolsteiner             | 67 pts                |
| 3e                    | Alexandre Vinokourov  | Kazakhstan            | Deutsche Telekom         | 56 pts                |
| 4e                    | Laurent Jalabert      | France                | CSC-World Online         | 49 pts                |
| 5e                    | Gilberto Simoni       | Italie                | Lampre-Daikin            | 44 pts                |
| 6e                    | Lance Armstrong       | États-Unis            | US Postal Service        | DQ                    |
| 7e                    | Robbie McEwen         | Australie             | Domo-Farm Frites-Latexco | 40 pts                |
| 8e                    | Oscar Camenzind       | Suisse                | Lampre-Daikin            | 38 pts                |
| 9e                    | Paolo Bettini         | Italie                | Mapei-Quick Step         | 35 pts                |
| 10e                   | Beat Zberg            | Suisse                | Rabobank                 | 33 pts                |

| Classement de la montagne | Classement de la montagne | Classement de la montagne | Classement de la montagne | Classement de la montagne |
| Coureur                   | Coureur                   | Pays                      | Équipe                    | Points                    |
| ------------------------- | ------------------------- | ------------------------- | ------------------------- | ------------------------- |
| 1er                       | Dimitri Konyshev          | Russie                    | Fassa Bortolo             | 94 pts                    |
| 2e                        | Stefano Garzelli          | Italie                    | Mapei-Quick Step          | 42 pts                    |
| 3e                        | Gilberto Simoni           | Italie                    | Lampre-Daikin             | 38 pts                    |
| 4e                        | Nicolas Jalabert          | France                    | CSC-World Online          | 38 pts                    |
| 5e                        | Matthias Buxhofer         | Autriche                  | Phonak Hearing Systems    | 34 pts                    |
| 6e                        | Rolf Aldag                | Allemagne                 | Deutsche Telekom          | 30 pts                    |
| 7e                        | Michele Bartoli           | Italie                    | Mapei-Quick Step          | 28 pts                    |
| 8e                        | Wladimir Belli            | Italie                    | Fassa Bortolo             | 21 pts                    |
| 9e                        | Georg Totschnig           | Autriche                  | Gerolsteiner              | 14 pts                    |
| 10e                       | Bert Grabsch              | Allemagne                 | Phonak Hearing Systems    | 12 pts                    |

| Classement de la montagne | Classement de la montagne | Classement de la montagne | Classement de la montagne | Classement de la montagne |
| Coureur                   | Coureur                   | Pays                      | Équipe                    | Points                    |
| ------------------------- | ------------------------- | ------------------------- | ------------------------- | ------------------------- |
| 1er                       | Dimitri Konyshev          | Russie                    | Fassa Bortolo             | 94 pts                    |
| 2e                        | Stefano Garzelli          | Italie                    | Mapei-Quick Step          | 42 pts                    |
| 3e                        | Gilberto Simoni           | Italie                    | Lampre-Daikin             | 38 pts                    |
| 4e                        | Nicolas Jalabert          | France                    | CSC-World Online          | 38 pts                    |
| 5e                        | Matthias Buxhofer         | Autriche                  | Phonak Hearing Systems    | 34 pts                    |
| 6e                        | Rolf Aldag                | Allemagne                 | Deutsche Telekom          | 30 pts                    |
| 7e                        | Michele Bartoli           | Italie                    | Mapei-Quick Step          | 28 pts                    |
| 8e                        | Wladimir Belli            | Italie                    | Fassa Bortolo             | 21 pts                    |
| 9e                        | Georg Totschnig           | Autriche                  | Gerolsteiner              | 14 pts                    |
| 10e                       | Bert Grabsch              | Allemagne                 | Phonak Hearing Systems    | 12 pts                    |

| Classement des sprints | Classement des sprints | Classement des sprints | Classement des sprints          | Classement des sprints |
| Coureur                | Coureur                | Pays                   | Équipe                          | Points                 |
| ---------------------- | ---------------------- | ---------------------- | ------------------------------- | ---------------------- |
| 1er                    | Nicolas Jalabert       | France                 | CSC-World Online                | 12 pts                 |
| 2e                     | Daniel Atienza         | Espagne                | Cofidis-Le Crédit par Téléphone | 6 pts                  |
| 3e                     | Stefano Garzelli       | Italie                 | Mapei-Quick Step                | 6 pts                  |
| 4e                     | Bert Grabsch           | Allemagne              | Phonak Hearing Systems          | 6 pts                  |
| 5e                     | Robbie McEwen          | Australie              | Domo-Farm Frites-Latexco        | 6 pts                  |
| 6e                     | Lukas Zumsteg          | Suisse                 | Phonak Hearing Systems          | 4 pts                  |
| 7e                     | Oscar Camenzind        | Suisse                 | Lampre-Daikin                   | 3 pts                  |
| 8e                     | Rolf Aldag             | Allemagne              | Deutsche Telekom                | 3 pts                  |
| 9e                     | Michele Bartoli        | Italie                 | Mapei-Quick Step                | 3 pts                  |
| 10e                    | Rolf Huser             | Suisse                 | Team Coast-Buffalo              | 3 pts                  |

| Classement des sprints | Classement des sprints | Classement des sprints | Classement des sprints          | Classement des sprints |
| Coureur                | Coureur                | Pays                   | Équipe                          | Points                 |
| ---------------------- | ---------------------- | ---------------------- | ------------------------------- | ---------------------- |
| 1er                    | Nicolas Jalabert       | France                 | CSC-World Online                | 12 pts                 |
| 2e                     | Daniel Atienza         | Espagne                | Cofidis-Le Crédit par Téléphone | 6 pts                  |
| 3e                     | Stefano Garzelli       | Italie                 | Mapei-Quick Step                | 6 pts                  |
| 4e                     | Bert Grabsch           | Allemagne              | Phonak Hearing Systems          | 6 pts                  |
| 5e                     | Robbie McEwen          | Australie              | Domo-Farm Frites-Latexco        | 6 pts                  |
| 6e                     | Lukas Zumsteg          | Suisse                 | Phonak Hearing Systems          | 4 pts                  |
| 7e                     | Oscar Camenzind        | Suisse                 | Lampre-Daikin                   | 3 pts                  |
| 8e                     | Rolf Aldag             | Allemagne              | Deutsche Telekom                | 3 pts                  |
| 9e                     | Michele Bartoli        | Italie                 | Mapei-Quick Step                | 3 pts                  |
| 10e                    | Rolf Huser             | Suisse                 | Team Coast-Buffalo              | 3 pts                  |

| Classement par équipes | Classement par équipes          | Classement par équipes | Classement par équipes |
| Équipe                 | Équipe                          | Pays                   | Temps                  |
| ---------------------- | ------------------------------- | ---------------------- | ---------------------- |
| 1re                    | Lampre-Daikin                   | Italie                 | 105 h 10 min 16 s      |
| 2e                     | Fassa Bortolo                   | Italie                 | + 6 min 44 s           |
| 3e                     | CSC-World Online                | Danemark               | + 14 min 27 s          |
| 4e                     | Deutsche Telekom                | Allemagne              | + 19 min 05 s          |
| 5e                     | US Postal Service               | États-Unis             | + 19 min 22 s          |
| 6e                     | Post Swiss Team                 | Suisse                 | + 28 min 41 s          |
| 7e                     | Mapei-Quick Step                | Belgique               | + 29 min 21 s          |
| 8e                     | Team Coast-Buffalo              | Allemagne              | + 31 min 22 s          |
| 9e                     | Cofidis-Le Crédit par Téléphone | France                 | + 40 min 55 s          |
| 10e                    | Rabobank                        | Pays-Bas               | + 43 min 05 s          |

| Classement par équipes | Classement par équipes          | Classement par équipes | Classement par équipes |
| Équipe                 | Équipe                          | Pays                   | Temps                  |
| ---------------------- | ------------------------------- | ---------------------- | ---------------------- |
| 1re                    | Lampre-Daikin                   | Italie                 | 105 h 10 min 16 s      |
| 2e                     | Fassa Bortolo                   | Italie                 | + 6 min 44 s           |
| 3e                     | CSC-World Online                | Danemark               | + 14 min 27 s          |
| 4e                     | Deutsche Telekom                | Allemagne              | + 19 min 05 s          |
| 5e                     | US Postal Service               | États-Unis             | + 19 min 22 s          |
| 6e                     | Post Swiss Team                 | Suisse                 | + 28 min 41 s          |
| 7e                     | Mapei-Quick Step                | Belgique               | + 29 min 21 s          |
| 8e                     | Team Coast-Buffalo              | Allemagne              | + 31 min 22 s          |
| 9e                     | Cofidis-Le Crédit par Téléphone | France                 | + 40 min 55 s          |
| 10e                    | Rabobank                        | Pays-Bas               | + 43 min 05 s          |

## Évolution des classements
| Étape              | Vainqueur            | Classement général | Classement par points | Grand Prix de la montagne | Classement des sprints | Classement par équipes |
| ------------------ | -------------------- | ------------------ | --------------------- | ------------------------- | ---------------------- | ---------------------- |
| Prologue           | Lance Armstrong      | Lance Armstrong    | Lance Armstrong       | Non décerné               | Non decerné            | US Postal Service      |
| 1                  | Erik Zabel           | Lance Armstrong    | Erik Zabel            | Lukas Zumsteg             | ??                     | US Postal Service      |
| 2                  | Gianluca Bortolami   | Gianluca Bortolami | Erik Zabel            | Peter Wrolich             | ??                     | Gerolsteiner           |
| 3                  | Alexandre Vinokourov | Gianluca Bortolami | Erik Zabel            | Peter Wrolich             | ??                     | Lampre-Daikin          |
| 4                  | Dimitri Konyshev     | Wladimir Belli     | Erik Zabel            | Dimitri Konyshev          | ??                     | Lampre-Daikin          |
| 5                  | Sergueï Ivanov       | Wladimir Belli     | Laurent Jalabert      | Dimitri Konyshev          | ??                     | Lampre-Daikin          |
| 6                  | Stefano Garzelli     | Wladimir Belli     | Alexandre Vinokourov  | Dimitri Konyshev          | ??                     | Lampre-Daikin          |
| 7                  | Lance Armstrong      | Lance Armstrong    | Alexandre Vinokourov  | Dimitri Konyshev          | ??                     | Lampre-Daikin          |
| 8                  | Erik Zabel           | Lance Armstrong    | Erik Zabel            | Dimitri Konyshev          | ??                     | Lampre-Daikin          |
| 9                  | Oscar Camenzind      | Lance Armstrong    | Erik Zabel            | Dimitri Konyshev          | ??                     | Lampre-Daikin          |
| Classements finals | Classements finals   | Lance Armstrong    | Erik Zabel            | Dimitri Konyshev          | Nicolas Jalabert       | Lampre-Daikin          |

## Liste des participants
| Lampre-Daikin LAM                 | Lampre-Daikin LAM         | Lampre-Daikin LAM |
| --------------------------------- | ------------------------- | ----------------- |
| Num                               | Coureur                   | Pos               |
| 1                                 | Oscar Camenzind (SUI)     |                   |
| 2                                 | Gilberto Simoni (ITA)     |                   |
| 3                                 | Rubens Bertogliati (SUI)  |                   |
| 4                                 | Massimo Codol (ITA)       |                   |
| 5                                 | Juan Manuel Gárate (ESP)  |                   |
| 6                                 | Simone Bertoletti (ITA)   |                   |
| 7                                 | Raivis Belohvoščiks (LAT) |                   |
| 8                                 | Robert Hunter (RSA)       |                   |
| Directeur sportif : Pietro Algeri |                           |                   |

| Rabobank RAB                             | Rabobank RAB             | Rabobank RAB |
| ---------------------------------------- | ------------------------ | ------------ |
| Num                                      | Coureur                  | Pos          |
| 11                                       | Beat Zberg (SUI)         |              |
| 12                                       | Markus Zberg (SUI)       |              |
| 13                                       | Grischa Niermann (GER)   |              |
| 14                                       | Maarten den Bakker (NED) |              |
| 15                                       | Jan Boven (NED)          |              |
| 16                                       | Marc Lotz (NED)          |              |
| 17                                       | Geert Verheyen (BEL)     |              |
| 18                                       | Marc Wauters (BEL)       |              |
| Directeur sportif : Adri van Houwelingen |                          |              |

| Fassa Bortolo FAS                   | Fassa Bortolo FAS       | Fassa Bortolo FAS |
| ----------------------------------- | ----------------------- | ----------------- |
| Num                                 | Coureur                 | Pos               |
| 21                                  | Wladimir Belli (ITA)    |                   |
| 22                                  | Sergueï Ivanov (RUS)    |                   |
| 23                                  | Marco Fincato (ITA)     |                   |
| 24                                  | Paolo Tiralongo (ITA)   |                   |
| 25                                  | Leonardo Giordani (ITA) |                   |
| 26                                  | Dimitri Konyshev (RUS)  |                   |
| 27                                  | Oscar Pozzi (ITA)       |                   |
| 28                                  | Tadej Valjavec (SLO)    |                   |
| Directeur sportif : Stefano Zanatta |                         |                   |

| Mapei-Quick Step MAP              | Mapei-Quick Step MAP    | Mapei-Quick Step MAP |
| --------------------------------- | ----------------------- | -------------------- |
| Num                               | Coureur                 | Pos                  |
| 31                                | Stefano Garzelli (ITA)  |                      |
| 32                                | Michele Bartoli (ITA)   |                      |
| 33                                | Manuel Beltrán (ESP)    |                      |
| 34                                | Andrea Noè (ITA)        |                      |
| 35                                | Rinaldo Nocentini (ITA) |                      |
| 36                                | Paolo Bettini (ITA)     |                      |
| 37                                | Scott McGrory (AUS)     |                      |
| 38                                | Pedro Horrillo (ESP)    |                      |
| Directeur sportif : Serge Parsani |                         |                      |

| Domo-Farm Frites-Latexco DFF       | Domo-Farm Frites-Latexco DFF | Domo-Farm Frites-Latexco DFF |
| ---------------------------------- | ---------------------------- | ---------------------------- |
| Num                                | Coureur                      | Pos                          |
| 41                                 | Johan Museeuw (BEL)          |                              |
| 42                                 | Servais Knaven (NED)         |                              |
| 43                                 | Wilfried Peeters (BEL)       |                              |
| 44                                 | Robbie McEwen (AUS)          |                              |
| 45                                 | Tomáš Konečný (CZE)          |                              |
| 46                                 | Leif Hoste (BEL)             |                              |
| 47                                 | Piotr Wadecki (POL)          |                              |
| 48                                 | Wilfried Cretskens (BEL)     |                              |
| Directeur sportif : Hendrik Redant |                              |                              |

| Cofidis-Le Crédit par Téléphone COF        | Cofidis-Le Crédit par Téléphone COF | Cofidis-Le Crédit par Téléphone COF |
| ------------------------------------------ | ----------------------------------- | ----------------------------------- |
| Num                                        | Coureur                             | Pos                                 |
| 51                                         | Daniel Atienza (ESP)                |                                     |
| 52                                         | Íñigo Cuesta (ESP)                  |                                     |
| 53                                         | Claude Lamour (FRA)                 |                                     |
| 54                                         | Peter Farazijn (BEL)                |                                     |
| 55                                         | Robert Sassone (FRA)                |                                     |
| 56                                         | Jean-Michel Tessier (FRA)           |                                     |
| 57                                         | Marek Rutkiewicz (POL)              |                                     |
| 58                                         | Janek Tombak (EST)                  |                                     |
| Directeur sportif : Francis Van Londersele |                                     |                                     |

| Deutsche Telekom TEL                 | Deutsche Telekom TEL       | Deutsche Telekom TEL |
| ------------------------------------ | -------------------------- | -------------------- |
| Num                                  | Coureur                    | Pos                  |
| 61                                   | Alexandre Vinokourov (KAZ) |                      |
| 62                                   | Erik Zabel (GER)           |                      |
| 63                                   | Udo Bölts (GER)            |                      |
| 64                                   | Rolf Aldag (GER)           |                      |
| 65                                   | Steffen Wesemann (GER)     |                      |
| 66                                   | Jan Schaffrath (GER)       |                      |
| 67                                   | Andreas Klier (GER)        |                      |
| 68                                   | Gian Matteo Fagnini (ITA)  |                      |
| Directeur sportif : Walter Godefroot |                            |                      |

| Liquigas-Pata ___                  | Liquigas-Pata ___        | Liquigas-Pata ___ |
| ---------------------------------- | ------------------------ | ----------------- |
| Num                                | Coureur                  | Pos               |
| 71                                 | Davide Rebellin (ITA)    |                   |
| 72                                 | Fausto Dotti (ITA)       |                   |
| 73                                 | Stefano Cattai (ITA)     |                   |
| 74                                 | Daniele Contrini (ITA)   |                   |
| 75                                 | Gorazd Štangelj (SLO)    |                   |
| 76                                 | Cristiano Frattini (ITA) |                   |
| 77                                 | Giancarlo Raimondi (ITA) |                   |
| 78                                 | Fabio Malberti (ITA)     |                   |
| Directeur sportif : Roberto Amadio |                          |                   |

| US Postal Service USP              | US Postal Service USP       | US Postal Service USP |
| ---------------------------------- | --------------------------- | --------------------- |
| Num                                | Coureur                     | Pos                   |
| 81                                 | Lance Armstrong (USA)       |                       |
| 82                                 | Viatcheslav Ekimov (RUS)    |                       |
| 83                                 | Tyler Hamilton (USA)        |                       |
| 84                                 | George Hincapie (USA)       |                       |
| 85                                 | Steffen Kjærgaard (NOR)     |                       |
| 86                                 | Christian Vande Velde (USA) |                       |
| 87                                 | Cédric Vasseur (FRA)        |                       |
| 88                                 | Matthew White (AUS)         |                       |
| Directeur sportif : Johan Bruyneel |                             |                       |

| Tacconi Sport-Vini Caldirola ___      | Tacconi Sport-Vini Caldirola ___ | Tacconi Sport-Vini Caldirola ___ |
| ------------------------------------- | -------------------------------- | -------------------------------- |
| Num                                   | Coureur                          | Pos                              |
| 91                                    | Peter Luttenberger (AUT)         |                                  |
| 92                                    | Gianluca Bortolami (ITA)         |                                  |
| 93                                    | Patrick Calcagni (SUI)           |                                  |
| 94                                    | Massimo Donati (ITA)             |                                  |
| 95                                    | Nicola Minali (ITA)              |                                  |
| 96                                    | Sylwester Szmyd (POL)            |                                  |
| 97                                    | Pietro Zucconi (SUI)             |                                  |
| 98                                    | Mauro Radaelli (ITA)             |                                  |
| Directeur sportif : Fabrizio Bontempi |                                  |                                  |

| Saeco SAE                            | Saeco SAE                 | Saeco SAE |
| ------------------------------------ | ------------------------- | --------- |
| Num                                  | Coureur                   | Pos       |
| 101                                  | Laurent Dufaux (SUI)      |           |
| 102                                  | Armin Meier (SUI)         |           |
| 103                                  | Mirko Celestino (ITA)     |           |
| 104                                  | Massimiliano Mori (ITA)   |           |
| 105                                  | Pavel Padrnos (CZE)       |           |
| 106                                  | Fabio Sacchi (ITA)        |           |
| 107                                  | Paolo Savoldelli (ITA)    |           |
| 108                                  | Francesco Secchiari (ITA) |           |
| Directeur sportif : Antonio Salutini |                           |           |

| CSC-World Online CST              | CSC-World Online CST   | CSC-World Online CST |
| --------------------------------- | ---------------------- | -------------------- |
| Num                               | Coureur                | Pos                  |
| 111                               | Laurent Jalabert (FRA) |                      |
| 112                               | Marcelino García (ESP) |                      |
| 113                               | Francisco Cerezo (ESP) |                      |
| 114                               | Nicki Sørensen (DEN)   |                      |
| 115                               | Nicolas Jalabert (FRA) |                      |
| 116                               | Arvis Piziks (LAT)     |                      |
| 117                               | Martin Rittsel (SWE)   |                      |
| 118                               | Rolf Sørensen (DEN)    |                      |
| Directeur sportif : Alex Pedersen |                        |                      |

| Team Coast-Buffalo COA              | Team Coast-Buffalo COA | Team Coast-Buffalo COA |
| ----------------------------------- | ---------------------- | ---------------------- |
| Num                                 | Coureur                | Pos                    |
| 121                                 | Alex Zülle (SUI)       |                        |
| 122                                 | Niki Aebersold (SUI)   |                        |
| 123                                 | Sascha Henrix (GER)    |                        |
| 124                                 | Rolf Huser (SUI)       |                        |
| 125                                 | Mauro Gianetti (SUI)   |                        |
| 126                                 | Anton Chantyr (RUS)    |                        |
| 127                                 | Jason Phillips (AUS)   |                        |
| 128                                 | Klaus Mutschler (GER)  |                        |
| Directeur sportif : Wolfram Lindner |                        |                        |

| La Française des jeux FDJ          | La Française des jeux FDJ | La Française des jeux FDJ |
| ---------------------------------- | ------------------------- | ------------------------- |
| Num                                | Coureur                   | Pos                       |
| 131                                | Daniel Schnider (SUI)     |                           |
| 132                                | Frédéric Guesdon (FRA)    |                           |
| 133                                | Yvon Ledanois (FRA)       |                           |
| 134                                | Nicolas Fritsch (FRA)     |                           |
| 135                                | Emmanuel Magnien (FRA)    |                           |
| 136                                | Christophe Mengin (FRA)   |                           |
| 137                                | Jean-Patrick Nazon (FRA)  |                           |
| 138                                | Franck Perque (FRA)       |                           |
| Directeur sportif : Martial Gayant |                           |                           |

| Gerolsteiner GST              | Gerolsteiner GST       | Gerolsteiner GST |
| ----------------------------- | ---------------------- | ---------------- |
| Num                           | Coureur                | Pos              |
| 141                           | Georg Totschnig (AUT)  |                  |
| 142                           | Uwe Peschel (GER)      |                  |
| 143                           | René Haselbacher (AUT) |                  |
| 144                           | Saulius Ruškys (LTU)   |                  |
| 145                           | Ronny Scholz (GER)     |                  |
| 146                           | Volker Ordowski (GER)  |                  |
| 147                           | Marcel Strauss (SUI)   |                  |
| 148                           | Peter Wrolich (AUT)    |                  |
| Directeur sportif : Rolf Gölz |                        |                  |

| Phonak Hearing Systems PHO          | Phonak Hearing Systems PHO | Phonak Hearing Systems PHO |
| ----------------------------------- | -------------------------- | -------------------------- |
| Num                                 | Coureur                    | Pos                        |
| 151                                 | Matthias Buxhofer (AUT)    |                            |
| 152                                 | Bert Grabsch (GER)         |                            |
| 153                                 | Alexandre Moos (SUI)       |                            |
| 154                                 | René Stadelmann (SUI)      |                            |
| 155                                 | Cédric Fragnière (SUI)     |                            |
| 156                                 | Roger Beuchat (SUI)        |                            |
| 157                                 | Pierre Bourquenoud (SUI)   |                            |
| 158                                 | Lukas Zumsteg (SUI)        |                            |
| Directeur sportif : Jacques Michaud |                            |                            |

| Post Swiss Team POS                | Post Swiss Team POS    | Post Swiss Team POS |
| ---------------------------------- | ---------------------- | ------------------- |
| Num                                | Coureur                | Pos                 |
| 161                                | Reto Bergmann (SUI)    |                     |
| 162                                | Martin Cotar (CRO)     |                     |
| 163                                | Gerrit Glomser (AUT)   |                     |
| 164                                | Christian Heule (SUI)  |                     |
| 165                                | Christian Poos (LUX)   |                     |
| 166                                | Christian Sidler (SUI) |                     |
| 167                                | Steve Zampieri (SUI)   |                     |
| 168                                | Martin Elmiger (SUI)   |                     |
| Directeur sportif : Kurt Steinmann |                        |                     |

| Lampre-Daikin LAM                 | Lampre-Daikin LAM         | Lampre-Daikin LAM |
| --------------------------------- | ------------------------- | ----------------- |
| Num                               | Coureur                   | Pos               |
| 1                                 | Oscar Camenzind (SUI)     |                   |
| 2                                 | Gilberto Simoni (ITA)     |                   |
| 3                                 | Rubens Bertogliati (SUI)  |                   |
| 4                                 | Massimo Codol (ITA)       |                   |
| 5                                 | Juan Manuel Gárate (ESP)  |                   |
| 6                                 | Simone Bertoletti (ITA)   |                   |
| 7                                 | Raivis Belohvoščiks (LAT) |                   |
| 8                                 | Robert Hunter (RSA)       |                   |
| Directeur sportif : Pietro Algeri |                           |                   |

| Rabobank RAB                             | Rabobank RAB             | Rabobank RAB |
| ---------------------------------------- | ------------------------ | ------------ |
| Num                                      | Coureur                  | Pos          |
| 11                                       | Beat Zberg (SUI)         |              |
| 12                                       | Markus Zberg (SUI)       |              |
| 13                                       | Grischa Niermann (GER)   |              |
| 14                                       | Maarten den Bakker (NED) |              |
| 15                                       | Jan Boven (NED)          |              |
| 16                                       | Marc Lotz (NED)          |              |
| 17                                       | Geert Verheyen (BEL)     |              |
| 18                                       | Marc Wauters (BEL)       |              |
| Directeur sportif : Adri van Houwelingen |                          |              |

| Fassa Bortolo FAS                   | Fassa Bortolo FAS       | Fassa Bortolo FAS |
| ----------------------------------- | ----------------------- | ----------------- |
| Num                                 | Coureur                 | Pos               |
| 21                                  | Wladimir Belli (ITA)    |                   |
| 22                                  | Sergueï Ivanov (RUS)    |                   |
| 23                                  | Marco Fincato (ITA)     |                   |
| 24                                  | Paolo Tiralongo (ITA)   |                   |
| 25                                  | Leonardo Giordani (ITA) |                   |
| 26                                  | Dimitri Konyshev (RUS)  |                   |
| 27                                  | Oscar Pozzi (ITA)       |                   |
| 28                                  | Tadej Valjavec (SLO)    |                   |
| Directeur sportif : Stefano Zanatta |                         |                   |

| Mapei-Quick Step MAP              | Mapei-Quick Step MAP    | Mapei-Quick Step MAP |
| --------------------------------- | ----------------------- | -------------------- |
| Num                               | Coureur                 | Pos                  |
| 31                                | Stefano Garzelli (ITA)  |                      |
| 32                                | Michele Bartoli (ITA)   |                      |
| 33                                | Manuel Beltrán (ESP)    |                      |
| 34                                | Andrea Noè (ITA)        |                      |
| 35                                | Rinaldo Nocentini (ITA) |                      |
| 36                                | Paolo Bettini (ITA)     |                      |
| 37                                | Scott McGrory (AUS)     |                      |
| 38                                | Pedro Horrillo (ESP)    |                      |
| Directeur sportif : Serge Parsani |                         |                      |

| Domo-Farm Frites-Latexco DFF       | Domo-Farm Frites-Latexco DFF | Domo-Farm Frites-Latexco DFF |
| ---------------------------------- | ---------------------------- | ---------------------------- |
| Num                                | Coureur                      | Pos                          |
| 41                                 | Johan Museeuw (BEL)          |                              |
| 42                                 | Servais Knaven (NED)         |                              |
| 43                                 | Wilfried Peeters (BEL)       |                              |
| 44                                 | Robbie McEwen (AUS)          |                              |
| 45                                 | Tomáš Konečný (CZE)          |                              |
| 46                                 | Leif Hoste (BEL)             |                              |
| 47                                 | Piotr Wadecki (POL)          |                              |
| 48                                 | Wilfried Cretskens (BEL)     |                              |
| Directeur sportif : Hendrik Redant |                              |                              |

| Cofidis-Le Crédit par Téléphone COF        | Cofidis-Le Crédit par Téléphone COF | Cofidis-Le Crédit par Téléphone COF |
| ------------------------------------------ | ----------------------------------- | ----------------------------------- |
| Num                                        | Coureur                             | Pos                                 |
| 51                                         | Daniel Atienza (ESP)                |                                     |
| 52                                         | Íñigo Cuesta (ESP)                  |                                     |
| 53                                         | Claude Lamour (FRA)                 |                                     |
| 54                                         | Peter Farazijn (BEL)                |                                     |
| 55                                         | Robert Sassone (FRA)                |                                     |
| 56                                         | Jean-Michel Tessier (FRA)           |                                     |
| 57                                         | Marek Rutkiewicz (POL)              |                                     |
| 58                                         | Janek Tombak (EST)                  |                                     |
| Directeur sportif : Francis Van Londersele |                                     |                                     |

| Deutsche Telekom TEL                 | Deutsche Telekom TEL       | Deutsche Telekom TEL |
| ------------------------------------ | -------------------------- | -------------------- |
| Num                                  | Coureur                    | Pos                  |
| 61                                   | Alexandre Vinokourov (KAZ) |                      |
| 62                                   | Erik Zabel (GER)           |                      |
| 63                                   | Udo Bölts (GER)            |                      |
| 64                                   | Rolf Aldag (GER)           |                      |
| 65                                   | Steffen Wesemann (GER)     |                      |
| 66                                   | Jan Schaffrath (GER)       |                      |
| 67                                   | Andreas Klier (GER)        |                      |
| 68                                   | Gian Matteo Fagnini (ITA)  |                      |
| Directeur sportif : Walter Godefroot |                            |                      |

| Liquigas-Pata ___                  | Liquigas-Pata ___        | Liquigas-Pata ___ |
| ---------------------------------- | ------------------------ | ----------------- |
| Num                                | Coureur                  | Pos               |
| 71                                 | Davide Rebellin (ITA)    |                   |
| 72                                 | Fausto Dotti (ITA)       |                   |
| 73                                 | Stefano Cattai (ITA)     |                   |
| 74                                 | Daniele Contrini (ITA)   |                   |
| 75                                 | Gorazd Štangelj (SLO)    |                   |
| 76                                 | Cristiano Frattini (ITA) |                   |
| 77                                 | Giancarlo Raimondi (ITA) |                   |
| 78                                 | Fabio Malberti (ITA)     |                   |
| Directeur sportif : Roberto Amadio |                          |                   |

| US Postal Service USP              | US Postal Service USP       | US Postal Service USP |
| ---------------------------------- | --------------------------- | --------------------- |
| Num                                | Coureur                     | Pos                   |
| 81                                 | Lance Armstrong (USA)       |                       |
| 82                                 | Viatcheslav Ekimov (RUS)    |                       |
| 83                                 | Tyler Hamilton (USA)        |                       |
| 84                                 | George Hincapie (USA)       |                       |
| 85                                 | Steffen Kjærgaard (NOR)     |                       |
| 86                                 | Christian Vande Velde (USA) |                       |
| 87                                 | Cédric Vasseur (FRA)        |                       |
| 88                                 | Matthew White (AUS)         |                       |
| Directeur sportif : Johan Bruyneel |                             |                       |

| Tacconi Sport-Vini Caldirola ___      | Tacconi Sport-Vini Caldirola ___ | Tacconi Sport-Vini Caldirola ___ |
| ------------------------------------- | -------------------------------- | -------------------------------- |
| Num                                   | Coureur                          | Pos                              |
| 91                                    | Peter Luttenberger (AUT)         |                                  |
| 92                                    | Gianluca Bortolami (ITA)         |                                  |
| 93                                    | Patrick Calcagni (SUI)           |                                  |
| 94                                    | Massimo Donati (ITA)             |                                  |
| 95                                    | Nicola Minali (ITA)              |                                  |
| 96                                    | Sylwester Szmyd (POL)            |                                  |
| 97                                    | Pietro Zucconi (SUI)             |                                  |
| 98                                    | Mauro Radaelli (ITA)             |                                  |
| Directeur sportif : Fabrizio Bontempi |                                  |                                  |

| Saeco SAE                            | Saeco SAE                 | Saeco SAE |
| ------------------------------------ | ------------------------- | --------- |
| Num                                  | Coureur                   | Pos       |
| 101                                  | Laurent Dufaux (SUI)      |           |
| 102                                  | Armin Meier (SUI)         |           |
| 103                                  | Mirko Celestino (ITA)     |           |
| 104                                  | Massimiliano Mori (ITA)   |           |
| 105                                  | Pavel Padrnos (CZE)       |           |
| 106                                  | Fabio Sacchi (ITA)        |           |
| 107                                  | Paolo Savoldelli (ITA)    |           |
| 108                                  | Francesco Secchiari (ITA) |           |
| Directeur sportif : Antonio Salutini |                           |           |

| CSC-World Online CST              | CSC-World Online CST   | CSC-World Online CST |
| --------------------------------- | ---------------------- | -------------------- |
| Num                               | Coureur                | Pos                  |
| 111                               | Laurent Jalabert (FRA) |                      |
| 112                               | Marcelino García (ESP) |                      |
| 113                               | Francisco Cerezo (ESP) |                      |
| 114                               | Nicki Sørensen (DEN)   |                      |
| 115                               | Nicolas Jalabert (FRA) |                      |
| 116                               | Arvis Piziks (LAT)     |                      |
| 117                               | Martin Rittsel (SWE)   |                      |
| 118                               | Rolf Sørensen (DEN)    |                      |
| Directeur sportif : Alex Pedersen |                        |                      |

| Team Coast-Buffalo COA              | Team Coast-Buffalo COA | Team Coast-Buffalo COA |
| ----------------------------------- | ---------------------- | ---------------------- |
| Num                                 | Coureur                | Pos                    |
| 121                                 | Alex Zülle (SUI)       |                        |
| 122                                 | Niki Aebersold (SUI)   |                        |
| 123                                 | Sascha Henrix (GER)    |                        |
| 124                                 | Rolf Huser (SUI)       |                        |
| 125                                 | Mauro Gianetti (SUI)   |                        |
| 126                                 | Anton Chantyr (RUS)    |                        |
| 127                                 | Jason Phillips (AUS)   |                        |
| 128                                 | Klaus Mutschler (GER)  |                        |
| Directeur sportif : Wolfram Lindner |                        |                        |

| La Française des jeux FDJ          | La Française des jeux FDJ | La Française des jeux FDJ |
| ---------------------------------- | ------------------------- | ------------------------- |
| Num                                | Coureur                   | Pos                       |
| 131                                | Daniel Schnider (SUI)     |                           |
| 132                                | Frédéric Guesdon (FRA)    |                           |
| 133                                | Yvon Ledanois (FRA)       |                           |
| 134                                | Nicolas Fritsch (FRA)     |                           |
| 135                                | Emmanuel Magnien (FRA)    |                           |
| 136                                | Christophe Mengin (FRA)   |                           |
| 137                                | Jean-Patrick Nazon (FRA)  |                           |
| 138                                | Franck Perque (FRA)       |                           |
| Directeur sportif : Martial Gayant |                           |                           |

| Gerolsteiner GST              | Gerolsteiner GST       | Gerolsteiner GST |
| ----------------------------- | ---------------------- | ---------------- |
| Num                           | Coureur                | Pos              |
| 141                           | Georg Totschnig (AUT)  |                  |
| 142                           | Uwe Peschel (GER)      |                  |
| 143                           | René Haselbacher (AUT) |                  |
| 144                           | Saulius Ruškys (LTU)   |                  |
| 145                           | Ronny Scholz (GER)     |                  |
| 146                           | Volker Ordowski (GER)  |                  |
| 147                           | Marcel Strauss (SUI)   |                  |
| 148                           | Peter Wrolich (AUT)    |                  |
| Directeur sportif : Rolf Gölz |                        |                  |

| Phonak Hearing Systems PHO          | Phonak Hearing Systems PHO | Phonak Hearing Systems PHO |
| ----------------------------------- | -------------------------- | -------------------------- |
| Num                                 | Coureur                    | Pos                        |
| 151                                 | Matthias Buxhofer (AUT)    |                            |
| 152                                 | Bert Grabsch (GER)         |                            |
| 153                                 | Alexandre Moos (SUI)       |                            |
| 154                                 | René Stadelmann (SUI)      |                            |
| 155                                 | Cédric Fragnière (SUI)     |                            |
| 156                                 | Roger Beuchat (SUI)        |                            |
| 157                                 | Pierre Bourquenoud (SUI)   |                            |
| 158                                 | Lukas Zumsteg (SUI)        |                            |
| Directeur sportif : Jacques Michaud |                            |                            |

| Post Swiss Team POS                | Post Swiss Team POS    | Post Swiss Team POS |
| ---------------------------------- | ---------------------- | ------------------- |
| Num                                | Coureur                | Pos                 |
| 161                                | Reto Bergmann (SUI)    |                     |
| 162                                | Martin Cotar (CRO)     |                     |
| 163                                | Gerrit Glomser (AUT)   |                     |
| 164                                | Christian Heule (SUI)  |                     |
| 165                                | Christian Poos (LUX)   |                     |
| 166                                | Christian Sidler (SUI) |                     |
| 167                                | Steve Zampieri (SUI)   |                     |
| 168                                | Martin Elmiger (SUI)   |                     |
| Directeur sportif : Kurt Steinmann |                        |                     |